# Oksana Marafioti
Oksana Marafioti, rozená Kopylenko (* 1974 Riga) je americká spisovatelka, která má po otci rusko-romské a po matce arménské kořeny. Od 15 let žije v USA, kam v roce 1989 emigrovala s rodinou. Má klasické vzdělání ve hře na klavír a předtím, než se začala věnovat psaní, pracovala u filmu. Proslavila se autobiografickým románem American Gypsy: A Memoir (2012). Vyučuje tvůrčí psaní a literaturu na Nevadské univerzitě v Las Vegas.

## Životopis
Narodila se v roce 1974 v Rize v tehdejším SSSR, dnešním Lotyšsku. Matka byla Arménka a otec ruský Rom. V mládí kočovala po celém Sovětském Svazu s rodinným romským hudebním souborem, který vedl Oksanin dědeček a kde vystupovali oba její rodiče.
V roce 1989 s rodiči emigrovala do Spojených států. Místo vytouženého úspěchu a slávy v Hollywoodu se však ocitli v těžké chudobě a bydleli v jednopokojovém bytě plném švábů. Rodina se postupně rozpadla, otec se začal věnovat okultismu a stal se vyhledávaným exorcistou. Oksana, která se od malička chtěla stát hudební skladatelkou, nastoupila na prestižní střední školu pro hudebně nadané děti Hollywood High School. Po jejím dokončení se s matkou přestěhovala do Las Vegas, kde studovala na univerzitě klasickou hru na klavír. Během studia si ale uvědomila, že ji teoretická část studia moc nebaví, a proto změnila obor a vystudovala bakalářský program pro filmové štáby.
Po studiu pracovala u filmu v Holywoodu pro společnost Panavision, ale zaměstnání bylo velmi časově náročné. Přestože měla před sebou slibnou kariéru, pracovala např. pro Stevena Spielberga, po několika letech z místa odešla, protože chtěla mít víc času pro rodinu. Otevřela si hudební studio pro děti, vyučovala hru na hudební nástroje a při tom se věnovala psaní. Debutovala v roce 2012 autobiografickým románem American Gypsy: A Memoir, česky vyšel v roce 2018 pod titulem Žij tam, kde jsou písně. Kniha měla kladné ohlasy od veřejnosti i odborné kritiky.
Po úspěchu své knihy se Oksana rozhodla vrátit na univerzitu, získala magisterský titul z tvůrčího psaní a pak začala na univerzitě vyučovat tvůrčí psaní a literaturu a kritické myšlení. V roce 2018 založila online studio tvůrčího psaní Lounge Writers, které nabízí kurzy známých autorů a pomáhá tak spisovatelům zdokonalit se ve své práci. V témže roce vydala pod pseudonymem Ana Mara fantasy knihu s názvem Donatti's Lunatics, v níž se zabývá schopností předpovídat budoucnost, která se v rodině předávala z generace na generaci.
Oksana se ve dvaceti letech provdala za Američana s italskými a irskými kořeny, mají spolu 2 děti. Manželství ale nevydrželo a v současnosti je rozvedená.

## Dílo
- American Gypsy: A Memoir, 2012, česky Žij tam, kde jsou písně, 2018
- Ana Mara: Donatti’s Lunatics, 2018